# Dominique Gisin
Dominique Gisin (4. lipnja 1985., Visp, Valais), umirovljena je švicarska alpska skijašica. Olimpijska je pobjednica spusta sa ZOI 2014. godine. U karijeri ima sedam postolja, odnosno tri pobjede u Svjetskom skijaškom kupu. Nastupala je u spustu, superveleslalomu i kombinaciji.

## Životopis i karijera
U natjecanjima koja organizira FIS debitirala je u siječnju 2001. godine. Usred brojnih ozljeda kao i obveza u školi nije se mogla ozbiljnije natjecati sve do 2005. godine. Planirala je biti i pilotkinja u švicarskom ratnom zrakoplovstvu, za što je položila prijemni ispit, međutim ozljede su je omele u tome.
Prve veće uspjehe ostvarila je u veljači 2005. godine osvajanjem četvrtoga mjesta na Juniorskom prvenstvu svijeta u Bardonekiji. U Svjetskom kupu je debitirala prosinca 2005. godine u Lake Louiseu, u Kanadi, gdje je ostala bez plasmana jer nije uspjela završiti utrku, i teško se ozlijedila. 
Natjecanjima se vratila sljedeće sezone ostvarivši nekoliko solidnih rezultata, uključujući i drugo mjesto u Cauhenzeu 13. siječnja 2007. godine. U sezoni 2007./2008. ostvarila je vrlo slabe rezultate, a najbolji plasman bilo joj je deveto mjesto u spustu u Sestrijereu. 
Pobijedila je u siječnju 2009. godine u spustu (Altenmarkt-Zauchensee) a šest dana kasnije pobijedila je i u spustu koji je vožen u Cortini d'Ampezzo. Na Svjetskom prvenstvu 2009. godine u Val-d'Isèreu ostala je bez plasmana u spustu. Tijekom narednih sezona imala je također velikih problema s ozljedama. Na Olimpijskim igrama 2010. godine u Vancouveru je čak zadobila i potres mozga prigodom pada u spustu.

## Pobjede u Svjetskom skijaškom kupu
| Datum              | Mjesto                | Disciplina      |
| ------------------ | --------------------- | --------------- |
| 18. siječnja 2009. | Altenmarkt-Zauchensee | spust           |
| 24. siječnja 2009. | Cortina d'Ampezzo     | spust           |
| 7. ožujka 2010.    | Crans-Montana         | superveleslalom |

## Vanjske poveznice
- (njem.) Dominique Gisin